# Mark Kerr
Mark Kerr (nascido em 21 de dezembro de 1968) é um ex-lutador de wrestling, vale-tudo e MMA americano. Durante sua carreira no MMA, ele foi duas vezes campeão do Torneio Peso Pesado do UFC, vencedor do torneio World Vale-Tudo Championship e competidor do PRIDE FC . No wrestling universitário, Kerr foi campeão da Divisão I da NCAA . Na wrestling olímpico, conquistou medalhas de ouro e prata na Copa do Mundo e prata nos Jogos Pan-Americanos. No Submission grappling, Kerr é quatro vezes campeão mundial do ADCC, vencendo sua categoria de peso duas vezes, além da divisão absoluta e Campeão da Superluta.
Em 2002, Kerr foi tema de um documentário da HBO intitulado The Smashing Machine, que detalhou sua carreira no MMA lutando no Vale Tudo, no UFC e no PRIDE. O documentário mostrou luta de Kerr contra o abuso de substâncias, seus relacionamentos com sua então namorada, vários parceiros de treino e amizade com Mark Coleman. Um próximo filme da produtora A24 de mesmo nome, estrelado por Dwayne "The Rock" Johnson como Kerr, está previsto para ser lançado em 3 de outubro de 2025.

## Biografia
Mark Kerr nasceu em Toledo, Ohio, filho de Tom e Mary Kerr. Seu pai era irlandês e sua mãe era porto-riquenha. Desde a infância, ele sonhava em fazer parte da Worldwide Wrestling Federation (WWF, atual WWE) e fazia lutas simuladas com seus irmãos mais novos no quintal.
Em 1983, Kerr começou sua carreira de wrestling em Bettendorf, Iowa, como calouro na sua Escola de Ensino Médio local, onde dividiu a academia de wrestling com o futuro campeão do UFC Pat Miletich. Após seu primeiro ano em Bettendorf, Kerr e sua família se mudaram para Toledo, Ohio, onde ele se tornou campeão estadual do ensino médio pela escola Toledo Waite.

### Carreira universitária e de pós-graduação
Na Universidade de Syracuse, Kerr foi campeão da Divisão I da National Collegiate Athletic Association em 190 libras e um All-American (qualificado para a seleção olímpica) em 1992, derrotando futuro campões do UFC Randy Couture por 12–4 na final. Ele também foi três vezes campeão da EIWA na categoria de 190 lb. (1989, 1991, 1992) e vice-campeão em 1988, e ganhou o Prêmio Fletcher por marcar mais pontos de equipe em 1991 e 1992. Em 1992, Kerr ficou em segundo lugar na Copa do Mundo de Wrestling, à frente de Kurt Angle, futuro astro da WWE. Kerr venceu as seletivas mundiais dos EUA em 1993 e 1994, terminando em 7º lugar no Campeonato Mundial de 1993.  Em 1994, ele ganhou o ouro na Copa do Mundo em Edmonton, juntamente com o Campeonato Sênior de Estilo Livre dos EUA, mas não ganhou medalha no Campeonato Mundial.  Kerr ganhou a prata no estilo livre nos Jogos Pan-americanos de 1995. Depois de perder as Olimpíadas de 1996 para Kurt Angle, Kerr decidiu se concentrar no MMA. 

## Carreira no vale-tudo e nas artes marciais mistas
Enquanto treinava como lutador amador, Kerr se interessou por artes marciais mistas (MMA) como uma forma de ganhar dinheiro. Ele, seu amigo de longa data e parceiro de treinamento Mark Coleman e Tom Erikson foram inicialmente observados por Richard Hamilton, que havia sido empresário do lutador do Ultimate Fighting Championship Don Frye até se separarem por uma desavença e agora ele estava oferecendo uma vaga no UFC 10 para lutar contra Frye. No entanto, nada aconteceu e Coleman acabou perseguindo a oportunidade e indo ir lutar na organização. Por fim, Kerr e Hamilton organizaram para que o primeiro treinasse com Coleman e lutasse no evento brasileiro de vale-tudo World Vale Tudo Championship 3, em janeiro de 1997. Sua aparição era muito aguardada, já que outros lutadores como Coleman ou Erikson já eram conhecidos na comunidade do MMA, embora houvesse dúvidas sobre as verdadeiras habilidades de Kerr. O próprio Kerr tinha dúvidas sobre suas próprias habilidades e estava com pouca certeza se queria lutar até minutes antes da luta acontencer, a ponto de Hamilton ter que forçá-lo a lutar sob a ameaça de que a multidão brasileira iria se revoltar e matá-lo se ele não aparecesse para a luta.

### World Vale Tudo Championship
Kerr fez sua estreia no MMA/Vale-tudo no WVC 3 contra o veterano do UFC Paul Varelans. A luta durou dois minutos, com Kerr derrubando Varelans, montando nele e acertando socos e joelhadas até chegar em um TKO. O mesmo aconteceu com seu próximo oponente, Mestre Hulk, um professor de capoeira que ficou conhecido por derrotar o lutador e faixa-preta de jiu-jitsu brasileiro Amaury Bitteti . Após perder dois dentes no ground and pound de Kerr, Hulk saiu rastejando do ringue e foi desclassificado. Kerr então chegou à final, onde enfrentou o lutador de jiu-jitsu brasileiro Fabio Gurgel. Novamente, a luta traria ecos, desta vez os do confronto entre Erikson e o companheiro de Gurgel, Murilo Bustamante, ocorrido no mesmo ano.
Kerr foi para a luta com a mão quebrada da luta contra o Hulk, mas tinha 23 quilos a mais que Gurgel. Ele derrubou Gurgel, passou sua guarda com facilidade e o ensanguentou com vários tipos de golpes. A situação se prolongou por 19 minutos, com o brasileiro tentando chaves de braço e triângulos por baixo, mas Kerr evitou e continuou aplicando socos. A luta não tinha limite de tempo, mas aos 30 minutos, vendo que Gurgel não conseguia mais se defender, os juízes interromperam a luta e deram a vitória a Kerr.

### Ultimate Fighting Championship
Após seu sucesso no Brasil, Mark Kerr foi convidado para lutar no Ultimate Fighting Championship (UFC). Kerr já havia sido informado sobre o evento por Coleman, que já havia sido campeão e vencedor de um torneio do UFC naquela época. A primeira luta de Kerr no UFC aconteceu no UFC 14, onde ele lutou no torneio dos pesos pesados. Sua primeira luta foi contra o representante do krav maga Moti Horenstein, e Kerr derrotou seu oponente por nocaute técnico aos 2:22 do primeiro round. Com essa vitória, Kerr avançou para a final do torneio, onde derrotou Dan Bobish com uma finalização (queixo no olho) aos 1:38 do primeiro round; a vitória de Kerr sobre Bobish lhe rendeu o título do torneio dos pesos pesados do UFC 14.
Após seu sucesso no UFC 14, Kerr foi convidado para competir no próximo torneio do UFC — UFC 15 . Neste torneio, o primeiro oponente de Kerr foi Greg Stott, a quem ele derrotou em 17 segundos desde o início da luta, vencendo por nocaute com uma joelhada na cabeça do oponente. Avançando para a final, Kerr lutou contra Dwayne Cason e finalizou seu oponente no primeiro minuto do primeiro round, vencendo o torneio peso-pesado do UFC 15. A vitória de Kerr no torneio UFC 15 foi sua última luta pelo Ultimate Fighting Championship. Após sua vitória no UFC 15, Kerr decidiu lutar no Japão pelo Pride Fighting Championships devido às dificuldades promocionais do UFC e aos salários maiores do Pride.

### Pride Fighting Championships
Depois de considerar uma oferta da promoção japonesa Shooto, Kerr assinou com o Pride para uma luta contra o também campeão do UFC Royce Gracie no Pride 2 em 1998. A luta, conforme as exigências de Gracie, não teria limite de tempo nem paralisações do árbitro. No entanto, Royce desistiu depois que a luta foi anunciada. Kerr foi então escalado para lutar contra o kickboxer e primeiro campeão do K-1 Branco Cikatic. Kerr utilizou o mesmo estilo de luta ground and pound de suas lutas anteriores, levando seu oponente para o chão e então usando golpes e finalizações para tentar finalizar a luta. Na época em que Kerr entrou no PRIDE, alguns  considerava Kerr um dos melhores lutadores de MMA peso-pesado do mundo. 
Kerr venceu quatro lutas entre o Pride 2 e o Pride 6. No entanto, seu status foi questionado logo após sua primeira luta com Igor Vovchanchyn no Pride 7, na qual ele foi nocauteado por joelhadas ilegais. Embora a derrota tenha sido anulada e transformada em uma decisão "No Contest", Kerr admitiu que a derrota inicial foi uma decisão difícil para ele enfrentar. Após sua luta contra Vovchanchyn, Kerr lutou na rodada de abertura do Pride Grand Prix 2000 e venceu Enson Inoue . Sua vitória contra Inoue lhe rendeu uma vaga nas finais do Pride Grand Prix 2000, onde lutou contra Kazuyuki Fujita e perdeu por decisão. No Pride 10 - Return of the Warriors Kerr derrotou Igor Borisov por finalização. Quatro meses depois, no Pride 12 - Cold Fury, ele perdeu por decisão na revanche contra Vovchanchyn. Kerr então perdeu para Heath Herring no Pride 15 por nocaute técnico. Com sua segunda derrota consecutiva, Kerr decidiu se afastar do MMA por um tempo.
Em 2004, Kerr retornou ao PRIDE, lutando contra Yoshisha Yamamoto no Pride 27. Com apenas 40 segundos de luta, Kerr tentou uma queda com um double leg, mas acidentalmente bateu a cabeça na lona, atordoando-se. Yamamoto rapidamente respondeu com socos para encerrar a luta. Com sua terceira derrota consecutiva sob o comando do PRIDE FC, Kerr deixou o PRIDE.
Falando sobre o tempo de Kerr lutando no Japão, Mark Coleman disse: "Toda vez que uma luta acontecia, ele ficava muito assustado. Ele ficava intimidado por toda a situação e provavelmente foi isso que o levou a usar analgésicos."

### Carreira posterior
Após sua derrota para Yoshihisa Yamamoto, Kerr deveria fazer seu retorno contra Wes Sims no American Championship Fighting (ACF) em 6 de maio de 2006 em Denver mas não foi liberado clinicamente para lutar devido a uma lesão na mão.
Em 11 de fevereiro de 2007, Kerr lutou contra Mustafa Al Turk no Cage Rage 20: 'Born 2 Fight'. Kerr perdeu o equilíbrio após uma tentativa de chute circular e foi montado, atordoado com uma série de golpes e finalizado no primeiro round. Kerr deveria lutar contra Sean O'Haire em 17 de agosto no primeiro show do Global Fighting Championships no Mohegan Sun Arena, mas foi cancelado devido à sua pressão alta e sua licença foi suspensa por tempo indeterminado.
Mark Kerr lutou na World Cage Fighting Organization (WCO) em novembro de 2007, vencendo sua luta contra Steve Gavin com uma fanalização Americana após 1:39 do primeiro round.
Em 2008, Kerr tentou fazer um retorno. Em março, Mark venceu Chuck Huus por finalização Americana no CCCF. Em abril, ele perdeu para o veterano e ex-campeão do UFC Oleg Taktarov em um round com uma chave de joelho. Dois meses depois, Kerr foi estrangulado no round de abertura pelo lutador surdo Tracy Willis em um show do C-3 Fights em Cocho, Oklahoma. Em 26 de julho, Ralph Kelly derrotou Kerr no primeiro round no Xp3. Em 27 de setembro de 2008, Kerr perdeu para o também peso pesado Jeff Monson por mata-leão, em uma batalha de ex-campeões do ADCC .
Em 28 de agosto de 2009, Kerr enfrentou o wrestler Muhammed Lawal em um evento M-1 Global. Kerr foi derrubado e posteriormente espancado até ficar inconsciente em apenas 25 segundos, recebendo vários golpes na cabeça após claramente não conseguir se defender. Isso levou os comentaristas de TV do evento a especularem abertamente que a carreira de lutador de Kerr havia acabado. Guy Mezger, na discussão pós-luta, sugeriu que era hora de Kerr "encontrar outra vocação". Kerr venceu apenas quatro de suas 15 lutas desde 2000 e perdeu suas últimas cinco lutas. 

## Carreira no submission grappling
Kerr obteve sucesso no Campeonato Mundial de Submission Wrestling do ADCC . No torneio de 1999, ele venceu o divisão +99kg ao derrotar Carlos Barreto, Josh Barnett, Chris Haseman e Sean Alvarez. Kerr retornou para o torneio de 2000, vencendo o divisão +99 kg novamente, assim como a divisão absoluta. Na divisão +99kg, ele derrotou novamente Josh Barnett, Anthony Netzler, Rigan Machado e Ricco Rodriguez. No absoluto, ele derrotou novamente Léo Vieira, Mike van Arsdale, Ricardo Almeida e Sean Alvarez.  Isso lhe rendeu uma luta pelo Superfight Championship em 2001 contra Mário Sperry, que Kerr venceu. Ele perdeu o Superfight Championship para Ricardo Arona na edição de 2003.
Em reconhecimento às suas realizações, Kerr foi um dos primeiros a ser introduzido no Hall da Fama do ADCC em 2022. 

## Na cultura popular
Em 2002, a HBO exibiu um documentário intitulado The Smashing Machine: The Life and Times of Extreme Fighter Mark Kerr, dirigido por John Hyams, que tratava da vida e carreira de Mark Kerr. O programa narra o vício de Kerr em analgésicos e o aspecto "vale tudo" das primeiras competições de artes marciais mistas . A então namorada de Kerr, Dawn Staples, e os lutadores de MMA Bas Rutten, Kevin Randleman e Mark Coleman também aparecem no filme. Bas Rutten afirma durante o documentário que, devido à capacidade de Kerr de encerrar as lutas rapidamente, os diretores do torneio Pride estavam removendo todas as "armas" de Kerr (principalmente cabeçadas e joelhadas na cabeça de um oponente no chão) em uma tentativa de fazer as lutas durarem mais para a televisão e a satisfação do público.
Em 13 de dezembro de 2023, foi anunciado que a A24 produzirá um filme biográfico de Kerr intitulado The Smashing Machine, pegando emprestado o título do documentário da HBO. Dwayne Johnson estrelará como Kerr, e Emily Blunt estrelará como Staples, com Benny Safdie definido para dirigir. O filme está previsto para ser lançado em 3 de outubro de 2025. 

## Vida pessoal
Kerr casou-se com Dawn Staples em 2000. O casal tem um filho. Em 2015, Kerr e Staples não estavam mais juntos.
Em 2010, Kerr se considerava "99,9 por cento aposentado" e estava cursando uma graduação com foco em vendas farmacêuticas. Em 2015, ele trabalhava em uma concessionária Toyota.
Em junho de 2019, em uma página do GoFundMe, Kerr revelou que lutava contra a neuropatia periférica desde 2016 e pediu doação para o tratamento.

## Títulos e Recordes

### Wrestling universitário
- National Collegiate Athletic Association
  - Campeão da Divisão I da NCAA - 1992 em 190 lb da Universidade de Syracuse
- Associação de Luta Livre Intercolegial Oriental
  - Campeão - 1989, 1991, 1992 em 190 lb da Universidade de Syracuse[9][10] [11]
  - Vice-campeão - 1988 em 190 lb da Universidade de Syracuse [8]
  - Prêmio Fletcher - 1991, 1992 por marcar mais pontos de equipe [10][11]

### Wrestling olímpico
- United World Wrestling (FILA)
  - Copa do Mundo de 1992 - Medalhista de prata nos 100 kg [12]
  - Copa do Mundo de 1994 - Medalhista de ouro nos 100 kg [12]
  - Jogos Pan-americanos de 1995 - Medalhista de prata nos 100 kg [12]
- USA Wrestling
  - Seleções Mundiais de 1993 - Vencedor em 100 kg[7]
  - Seleções Mundiais de 1994 - Vencedor em 100 kg[7]
  - Campeonato Sênior de Estilo Livre de 1994 - Vencedor nos 100 kg[7]

### Artes marciais mistas
- Ultimate Fighting Championship (UFC)
  - Campeão do Torneio Peso Pesado do UFC 14
  - Campeão do Torneio Peso Pesado do UFC 15
  - Prêmios da Enciclopédia UFC
    - Nocaute da Noite (Duas vezes) vs. Moti Horenstein and Greg Stott[30][31]
    - Finalização da Noite (Uma vez) vs. Dwayne Cason [31]
- World Vale Tudo Championship
  - Campeão do Torneio Peso Pesado WVC 3

### Submission grappling
- Campeonato Mundial ADCC
  - Campeão - 1999 em +99 kg[18]
  - Campeão - 2000 em +99 kg[20]
  - Campeão - 2000 no Absoluto[20]
  - Campeão da Superluta, derrotou Mario Sperry[21]
  - Hall da Fama do ADCC - 2022, aula inaugural [23] [24]

## Cartel no MMA
| Cartel no MMA       |             |             |
| 27 lutas            | 15 vitórias | 11 derrotas |
| Por nocaute         | 4           | 6           |
| Por finalização     | 7           | 3           |
| Por decisão         | 2           | 2           |
| Por desqualificação | 2           | 0           |
| No contest          | 1           | 1           |